# 盤古蟾蜍
盤古蟾蜍（学名：Bufo bankorensis），俗稱台灣蟾蜍、癩蝦蟆，生長在台灣山區與靠近山區的丘陵地，是台灣體型最大的無尾目動物。

## 特徵
體型屬大型，身長在5到20公分之間，大多數約6到11公分，體色多樣，有紅褐色型、黃褐色型、暗褐色型、橘紅色型與灰黑色型等，有些甚至有背中線、花紋或斑塊，耳後腺大而突出，全身佈滿大小不一的纍粒。

## 棲息地及習性
根據紀錄，盤古蟾蜍廣泛分布於台灣全島，且適應力強，在平地，常出現於較開闊的地方，如闊葉林、草地、開墾地或住家附近；在山區，分布山區的海拔高度可達3000公尺。以蟲類為食，有時也會吃蚯蚓，常常可見到在步道、空地或路燈底下比較亮、蟲類較多的地方覓食，覓食時總是坐在地上，等待食物進入攻擊範圍之內，有別於黑眶蟾蜍，除了用舌頭外，盤古蟾蜍也會直接用嘴巴叼起食物，而黑眶蟾蜍只會用舌頭將食物黏回嘴裡，所以能吃的食物大小有限。由於本身有毒，因此除了大冠鷲及少數的蛇類外，天敵其實不多，當盤古蟾蜍遇到攻擊時，會做出類似伏地挺身的動作，如果無效，則會做出很像花狹口蛙的鼓氣姿勢，甚至裝死，最後才會從耳後腺噴射毒液。

## 繁殖期
到了漫長的繁殖期，盤古蟾蜍會在秋天及冬天時遷移至溪流、水池等水域繁殖並產卵，由於雄蟾蜍並沒有鳴囊，加上蛙類的視力不好，因此雄蟾蜍會積極的將任何附近會動的東西都抱上去，不過難免會抱到其他雄蟾蜍，因此被錯抱的蟾蜍會發出「勾～勾～勾」的聲音提醒對方。在這段期間，激烈的競爭屢見不鮮，常可見到多隻雄蟾蜍爭奪少數雌蟾蜍的有趣畫面，直到競爭結束，雌蟾蜍才會帶著勝利的雄蟾蜍到適當的地方產卵。可見到產下的卵串伸展於水底或纏繞在水草上。剛生出來的小蝌蚪就已有毒性，其蝌蚪群會本能的聚集成黑鴉鴉的一大片，藉此警告敵人。

## 保护
本种于2023年被收录入《有重要生态、科学、社会价值的陆生野生动物名录》。

## 外部連結
- 圓滾滾的「台灣漢堡」 （页面存档备份，存于） 台灣環境資訊協會-環境資訊中心
- 盤古蟾蜍 台灣地區兩棲類物種描述資料